# Surfer, Dude
Surfer, Dude ist eine US-amerikanische Filmkomödie aus dem Jahr 2008. Regie führte S.R. Bindler, der gemeinsam mit Cory Van Dyke auch das Drehbuch schrieb.

## Handlung
Der Surfer Steve Addington kehrt in seine Heimatstadt Malibu zurück. Dort stellt er fest, dass sein Club einen neuen Sponsor hat, der Addington auffordert, in Videospielen und Fernsehsendungen aufzutreten. Er lehnt diese Aufforderungen ab und will seinen Urlaub mit dem Surfen verbringen, doch die großen Wellen bleiben aus. Das Geld geht Addington aus, was ihn zu einem Auftritt zwingt, auf den er von seinem Manager Jack und von seinem Mentor vorbereitet wird. Addington geht eine Beziehung mit Danni Martin ein.

## Hintergründe
Der Film ist das erste Projekt, welches von McConaugheys Unternehmen j.k. livin'  produziert wurde. Er wurde in Australien und in Kalifornien gedreht. Seine Produktionskosten betrugen schätzungsweise 6 Millionen US-Dollar. Der Film startete am 5. September 2008 in ausgewählten Kinos der USA.
Der Hauptdarsteller erlernte das Surfen, als er in Australien Ein Schatz zum Verlieben drehte.